# Марцелій Струшинський

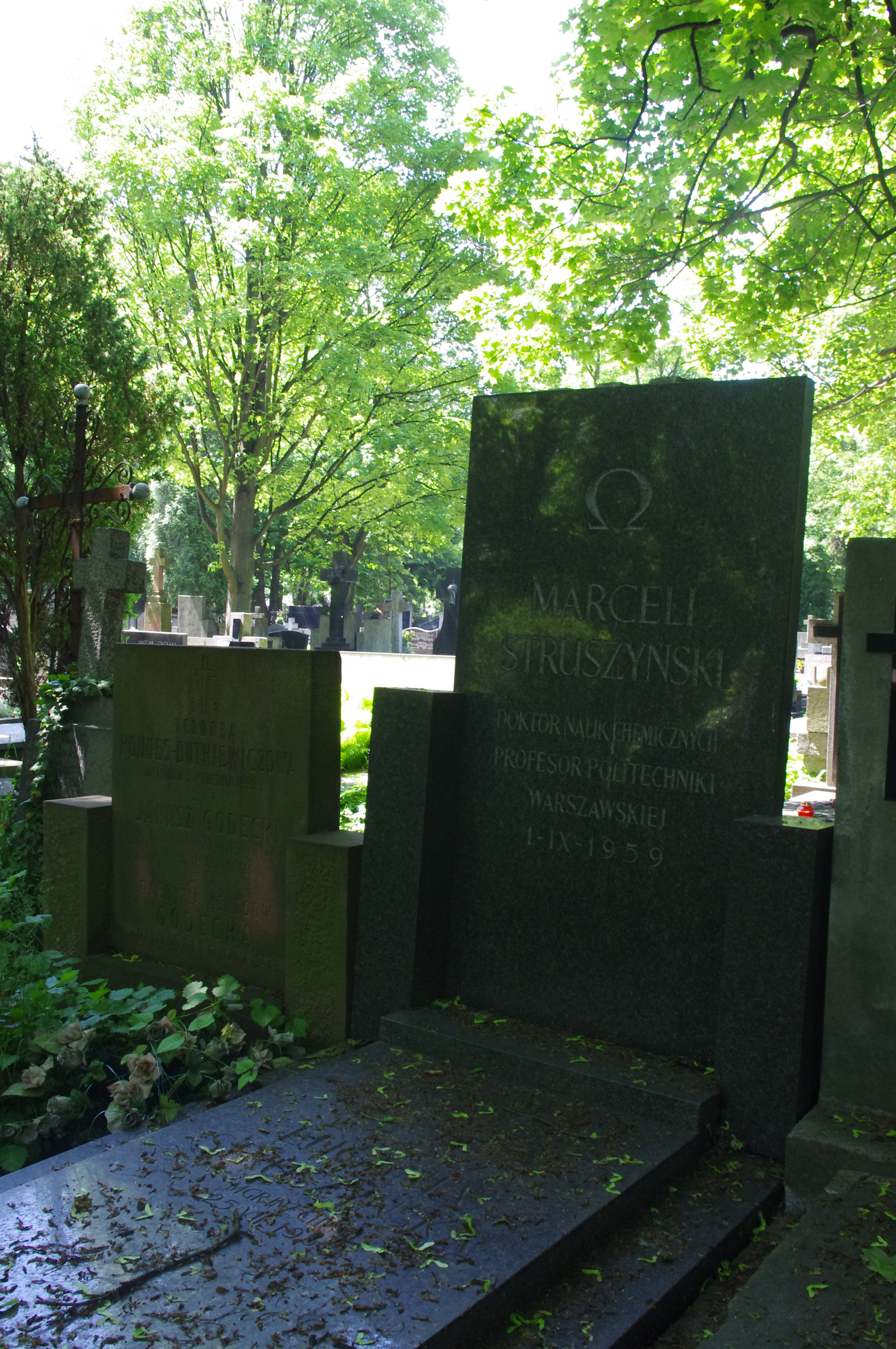
Могила хіміка Марцелія Струшинського на цвинтарі Повонзкі у Варшаві

Марцелій Струшинський (нар. 4 січня (старий стиль)/16 січня 1880, Вінниця, Подільська губернія, Російська імперія— 1 вересня 1959, Варшава, Польща) — хімік-аналітик, засновник польської школи аналітичної хімії. У 1938—1939 та 1945—1959 роках професор Варшавської політехніки.

## Життєпис
Марцелій Струшинський є сином Стефана та Розалії, уродженої Домославської. Марцелій народився 16 січня 1880 року. У 1903 році закінчив технологічний інститут у Харкові зі званням хіміка-технолога. Після закінчення навчання почав працювати митним контролером у Біржовому комітеті в Москві, де головним чином відповідав за аналіз сировини для текстильної промисловості. У наступні роки він також працював в Інституті хімії та бактеріології, де через деякий час почав читати лекції та заняття. Дослідницька робота Струшинського в цей період була зосереджена на промисловому та судовому аналізі. Наступним місцем роботи став Московський інститут сільського господарства. У 1906-1918 роках Марцелій також був керівником хіміко-технологічного відділу Хіміко-бактеріологічного інституту доктора Блюменталя . Тоді ж розпочав свою діяльність серед польської громади в Москві, згуртованої навколо створеного в 1906 році Польського дому. На цей період припадає його знайомство з іншим видатним фізикохіміком Войцехом Свєнтославським. 
Відразу після відновлення Польщею незалежності в 1918 році переїхав Марцелій до Варшави, де спочатку (1919) працював аналітиком в Інституті бродильної промисловості. Дуже швидко він став асистентом кафедри хімічної технології на хімічному факультеті Варшавського політехнічного університету. З 24 липня 1938 р. — доцент кафедри технічного аналізу і товарознавства на хімічному факультеті Варшавського політехнічного університету. Проводив дослідження в різних галузях хімічного аналізу. Розробив оригінальний поділ аніонів на аналітичні групи.
Під час Другої світової війни брав участь у таємному навчанні. Крім того, він співпрацював з Армією Крайовою, проводячи дослідження піротехнічних матеріалів, а також беручи участь у виробництві цих матеріалів. У рамках цієї діяльності також провів вражаючий аналіз палива, знайденого в ракеті V2, захопленій у 1944 році. Струшинський визначив, що ракета використовувала перекис водню в концентрації 80 %, чого не було на той час у світі. Частини V2 і результати аналізу були доставлені до Великої Британії 26 липня 1944 року в рамках операції «Міст III».
Після закінчення війни повернувся до Варшавської політехнічного університету, де продовжив роботу над аналітичними методами. У 1948 році отримав звання професора.
Батько інженера-електронника Вацлава Струшинського.
Помер в Варшаві у віці 79 років. Спочиває на цвинтарі Повонзкім у Варшаві (секція 239-3-6).
Архівні матеріали Марцелія Струшинського знаходяться в архіві Польської академії наук у Варшаві під номером III-115.

## Основні книжкові видання
- Технічний аналіз (1946)
- Кількісний і технічний аналіз (т. 1–3 1947–50)
- Якісний органічний аналіз (1960)
- Якісний неорганічний аналіз (1960)

## Ордени та нагороди
- Офіцерський хрест ордена Відродження Польщі (29.09.1955)[5]
- Золотий Хрест Заслуги (19.03.1937)[6]

## Вшанування пам'яті
- Ім'я Марцелія Струшинського було поміщено на пам'ятник, присвячений операціям V1 і V2, який відкрито у 1991 році перед будівлею факультету електроніки та інформаційних технологій Варшавського політехнологічного університету[7].